# Сквер Памяти (Луганск)
Сквер Памяти (бывший сквер Дружбы народов СССР) — парк в центре Луганска на месте бывшего Гусиновского кладбища.

## Гусиновское кладбище
Гусиновка — исторический микрорайон Луганска. До революции её жителями были рабочие завода Гартмана. Известным жителем этого района был Клим Ворошилов, имя которого город носил в 1935—1958 и 1970—1990 годах. Часть населения составляли также ремесленники — евреи.
Гусиновское кладбище, находившееся на ул. 5-й Донецкой (впоследствии Алпатова, а затем Советская), был открыт в 1890-х годах. Но в архивах упоминание о первых захоронения датируются 1910 годом.
На кладбище кроме горожан были похоронены воины немецко-австрийского войска, солдаты Советской Армии. Среди известных людей здесь покоится первый городской глава Николай Холодилин . В 1933 году здесь нашёл последний приют архиепископ Украинской соборно — епископской церкви Августин Вербицкий.
7 февраля (по другим данным 1 марта) 1956 года согласно санитарным нормам кладбище закрыли и выделили землю под новое кладбище у луганского автовокзала. К закрытию здесь насчитывалось около 15 000 могил. Замысел распланировать на этом месте сквер, подобный скверу 30-летия ВЛКСМ не был воплощён в жизнь. Зато его оградили мергельным и частично бетонным забором.
В 1960-х годах кладбище имело дурную славу. С ним было связано резонансное дело четырежды судимого рецидивиста по фамилии Широков, который на его территории изнасиловал женщину. Всего им было совершено около 50 преступлений на сексуальной почве. По приговору суда преступник был приговорён к расстрелу .
В 1971 году кладбище было осмотрено комиссией, пришедшей к выводу о возможности использования кладбища под парк. В последующие годы провели рекультивацию кладбища, луганчане смогли перезахоронить своих родственников.

## Замученные «враги народа»
По подсчетам местных исследователей во второй половине 1930-х годов на кладбищах Луганска и Сучьей балке было погребено от трех до пяти тысяч политзаключенных. Часть этих людей расстреливали в Доме Васнева, который в то время занимал НКВД.
В 1989 году Луганское отделение историко-просветительского общества «Мемориал» исследовало массовые захоронения репрессированных. По их свидетельству, среди погибших обнаруживали убитых матерей с младенцами. В память о погибших был установлен крест, однако власти распорядились его демонтировать.
Вместе с тем есть утверждение о том, что врагов народа не могли хоронить на городском кладбище. Основное место их захоронения находится в Сучьей балке.

## Сквер Дружбы народов СССР
В декабре 1972 года было принято решение о планировке сквера имени Дружбы народов СССР, который был основан в 1982 году по случаю 60-летия образования СССР.
Сквер должен был символизировать Советский Союз. Каштаны олицетворяли Украину, берёзы — Россию, ель — Дальний Восток, искусственный холм — Кавказские горы, фонтан с морской галькой — Чёрное море.
Всего было высажено 1346 дендрологических растений.
Пик популярности парка пришелся на 1980-е годы. В последующее десятилетие он был запущен.

## Церковь святых Гурия,Самона и Авива
Приход был зарегистрирован в апреле 1995 года. Деревянную церковь соорудили в сквере на пожертвования верующих. Первое богослужение состоялось на Пасху 27 апреля 1998 года. В храме находится почитаемая верующими икона Святогорской Божьей Матери, в честь которой освящен пристол северного придела церкви.

## Слухи о торгово-развлекательном комплексе
В 2006—2009 годах городом распространялись слухи, что на месте бывшего кладбища собираются возвести торгово-развлекательный комплекс.

Ряд общественных организаций («Просвещение», объединение украинских и донских казаков) вместе с внучкой первого городского главы Марией Царевской выступили с протестом против такого решения. Ими был установлен крест на месте могилы первого городского главы Николая Холодилина (1843—1925), знаковой для города фигуры. Этой акцией протестующие пытались привлечь внимание общественности и помешать местной власти осквернить бывшее кладбище.

## Сквер Памяти
В 2009 году к Дню города сквер был частично обновлён. На входе появился фонтан. В его центре оставлено место для будущего памятника ангелу-хранителю. Было смонтировано новое освещение, установлены скамейки, вымощены дорожки, распланированы клумбы, оборудована новая современная детская площадка.
В 2016 году на входе в сквер был установлен монумент «Они отстояли Родину» работы скульптора В. А. Горбулина.

## Памятники
| Памятник | Изображение |
| --- | ----------- |
| На Гусиновском кладбище похоронены 554 солдат, умерших в луганском госпитале в 1941—1945 годах. Памятник напоминает о тех событиях с перечнем имён погибших. |             |
| Памятник жертвам голода 1932—1933 годов. Открыт в ноябре 2008 года. Надпись на памятнике: «Покойтеся с миром голодом уставшие». Был снесён по решению оккупационной администрации Луганска, заявившей об отсутствии у памятника культурно-исторического значения. |             |
| Памятник погибшим воинам-афганцам. |             |
| Крест на месте могилы первого городского главы Николая Холодилина (1843—1925) и членов его семьи. Установленный 14 октября 2009 года. |             |
| Памятник жертвам сталинских репрессий. Автор памятника - архитектор В. Житомирский; в сооружении памятника приняли участие бывш. политзаключенные. На бетонном постаменте стела из чёрного гранита (высота 2,02х0,75 м) с выгравированным крестом. Нижнее перекрестие креста в виде колючей проволоки. К памятнику ведет дорожка, выложенная тротуарной плиткой. Надпись на памятнике — «Жертвам сталинских репрессий». |             |